# Burg Torstein

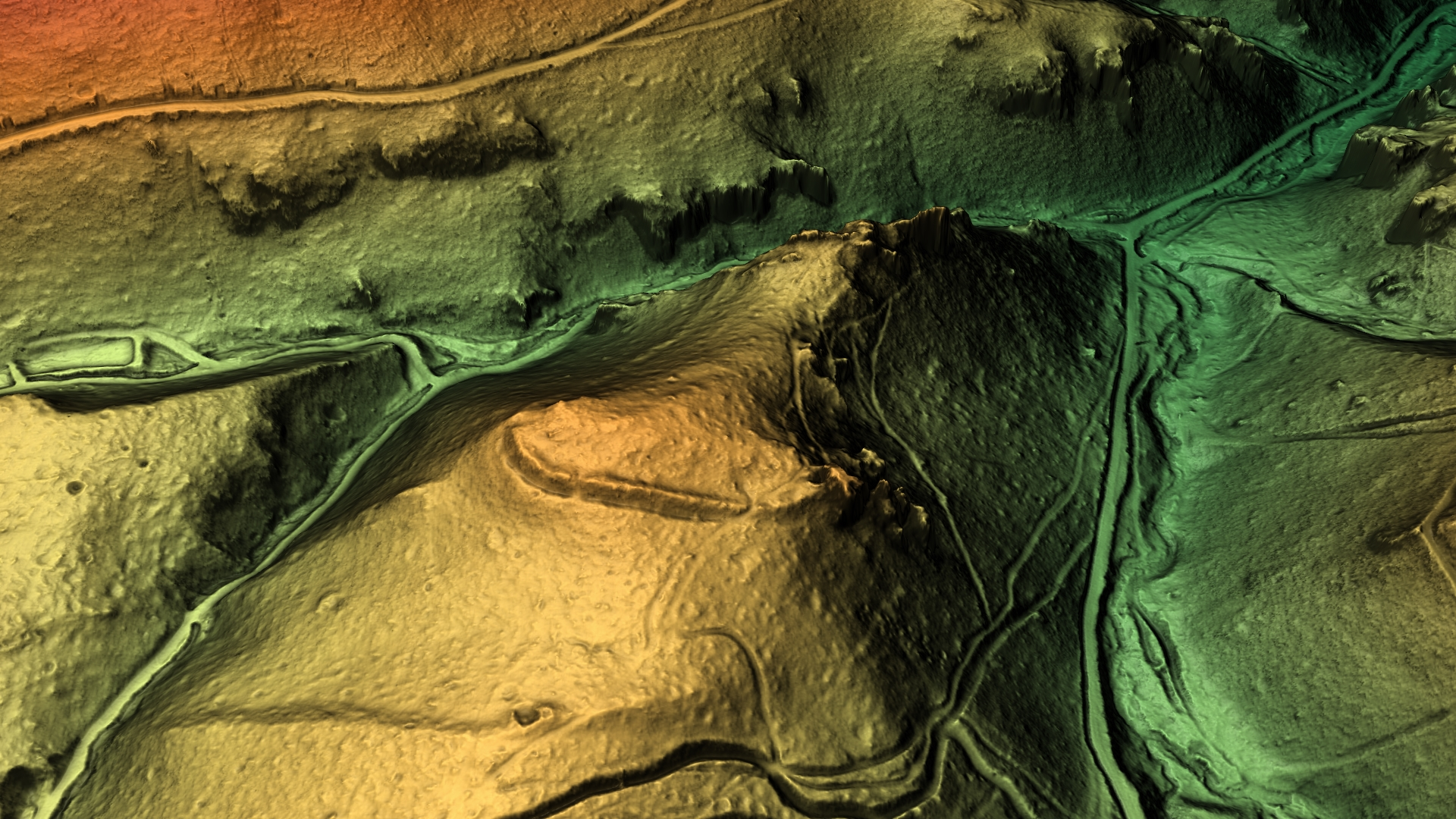
3D-Ansicht des digitalen Geländemodells

Die Reste der Wallburg Torstein, in älterer Schreibweise Thorstein genannt, ist eine abgegangene Spornburg auf einem Bergsporn bei Bad Tabarz im Landkreis Gotha im Thüringer Wald.

## Lage
Die Burgstelle der Spornburg erhebt sich auf einem kleinen 566 m ü. NN hohen Felssporn des Kleinen Wagenberg, etwa 80 m über dem Lauchagrund. Sie liegt etwa 3 km südwestlich von Tabarz. Unmittelbar an der Burg führt eine zur Grenzwiese – Kleiner Inselsberg aufsteigende mittelalterliche Handelsstraße, die heutige
L 1024 vorbei. An dieser Straße befanden sich weiterhin die nur etwa 1 km entfernten Burgen Stolzenburg und Leuchtenburg.

## Beschreibung
Die Burganlage erstreckt sich auf einem nach Nordosten orientierten Bergsporn des Kleinen Wagenberg. Die ungefähre Ausdehnung der Gesamtanlage beträgt 250 × 80 m.
An der Schutzhütte Dürre Wiese führt der Zugangsweg in die Burganlage hinein. Zunächst ist ein etwa 80 m langer Erdwall quer zum Bergsporn zu bemerken, er befindet sich dicht nördlich der Schutzhütte und riegelt die eigentliche Burgstelle ab. Nach etwa 150 m erreicht man den Hauptwall der Burg. Dieser verläuft noch gut erkennbar mit einem vorgelagerten Graben in einem bogenförmigen Verlauf über den Nordrand des Bergspornes. Das Innere der Burg ist heute verwildert und wird nur an der Südostseite von einem Wanderweg durchschnitten, welcher durch den Torfelsen hindurchführt. Dieser Felsen markiert den östlichen Rand, dahinter folgt ein Steilabfall. Der westliche Rand wird ebenfalls durch einen Steilabfall geschützt. Der nördliche Rand der Burganlage besitzt ein Vorplateau, welches von weiteren Felspartien eingefasst wird. Dieses kaum 50 × 30 m große Areal könnte als frühgeschichtliches Bergheiligtum gedient haben. Es war durch die vorgelagerte Burganlage und die Felsabgründe geschützt. An den Felsen führt heute ein serpentinenartiger Fußweg in den Lauchagrund hinab.

## Geschichte
Bei Waldarbeiten wurde im Gelände ein Hammer aus Stein aufgefunden, welcher die Anlage als urnenfelderzeitliche Wallburg belegen soll.
Die zahlreichen Hohlwege am Südosthang verweisen auf eine zweite Nutzungsphase als hochmittelalterliche Sperrburg. Diese kann als eine ergänzende Befestigungsanlage der nur etwa 1 km entfernten Leuchtenburg angesehen werden.
Der Tabarzer Heimatforscher Carl Lerp hat um 1880 durch Archivarbeit weitere Hintergründe in Erfahrung bringen können: er berichtet, dass ein zunächst nur schwach ausgeprägter Spalt im Felsen auf Anweisung des Gothaer Herzogs Ernst durch eine Sprengung höhlenartig erweitert wurde. Damit sollte an einem beliebten Rastplatz und Jagdlager des Gothaer Herzogs ein zusätzlicher reizvoller Akzent gesetzt werden.

## Namensdeutung
Der Name Thorstein verweist auf die Felsbildung des Thorsteins – ein gewaltiges natürliches Porphyrtor am Nordende des Kleinen Wagenberges.

## Status
Die Burgstelle ist ein geschütztes Bodendenkmal und Naturschutzgebiet. Das betreffende Gelände wird in beschränktem Maße forstwirtschaftlich genutzt.

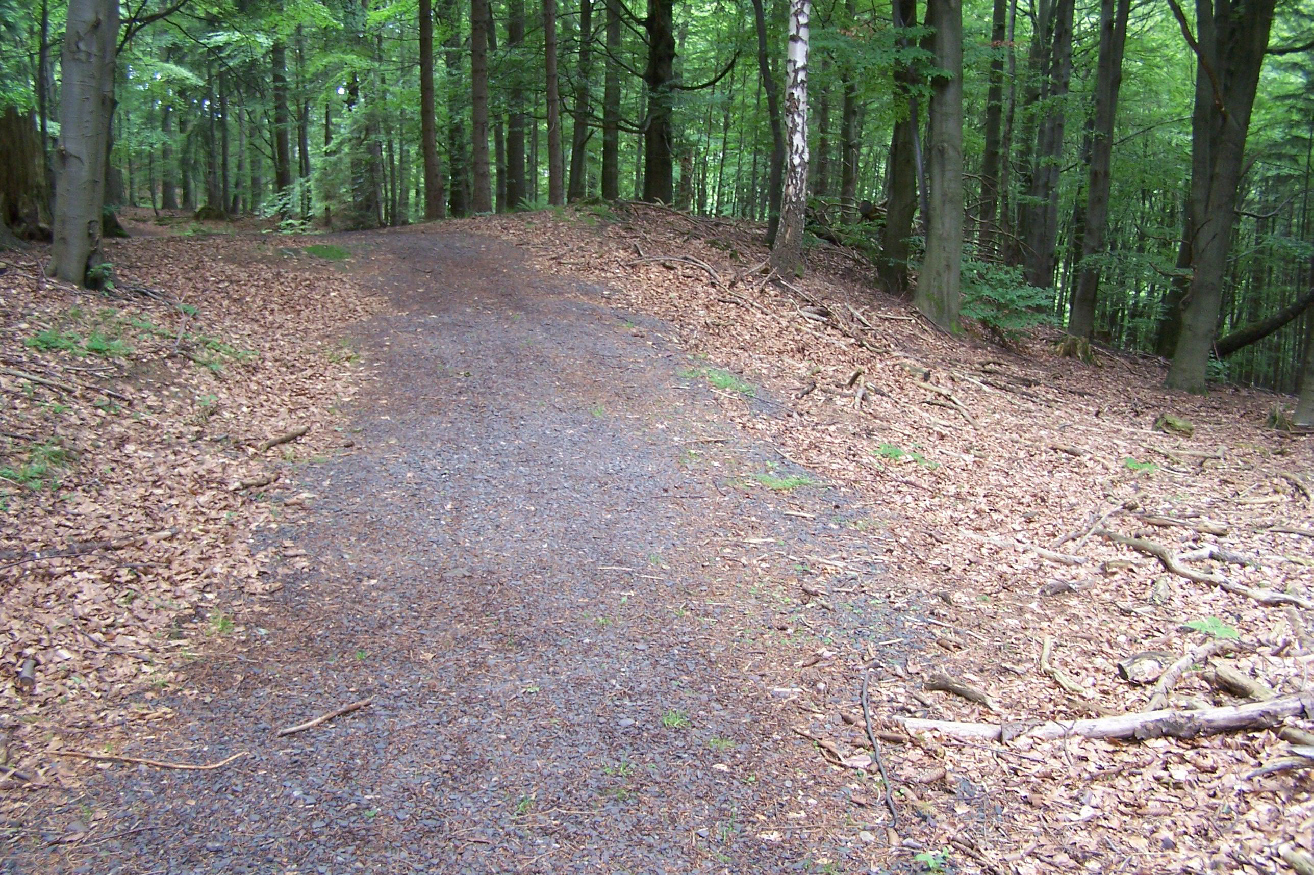
Äußerer Wall
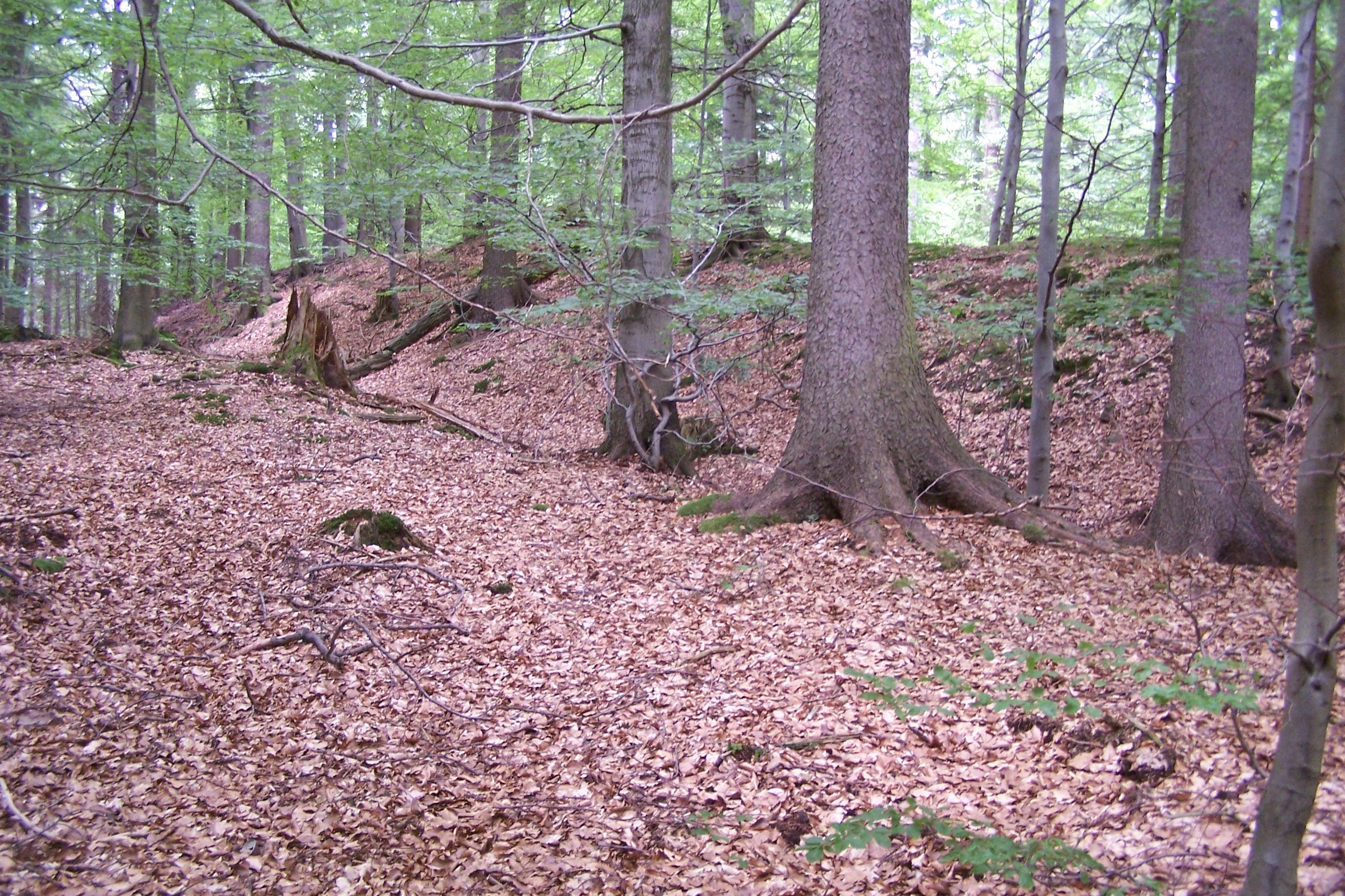
Innerer Wall
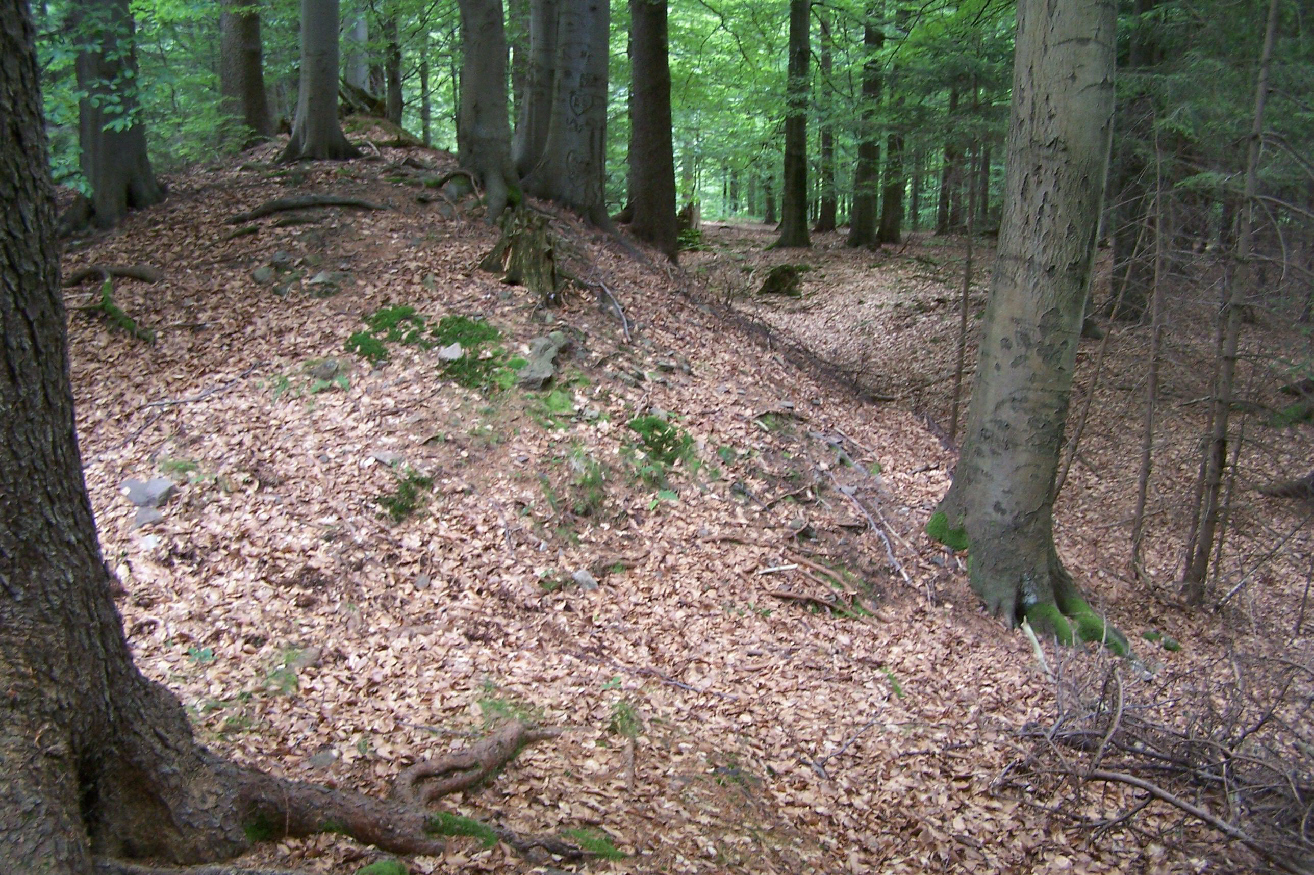
Auf dem inneren Wall
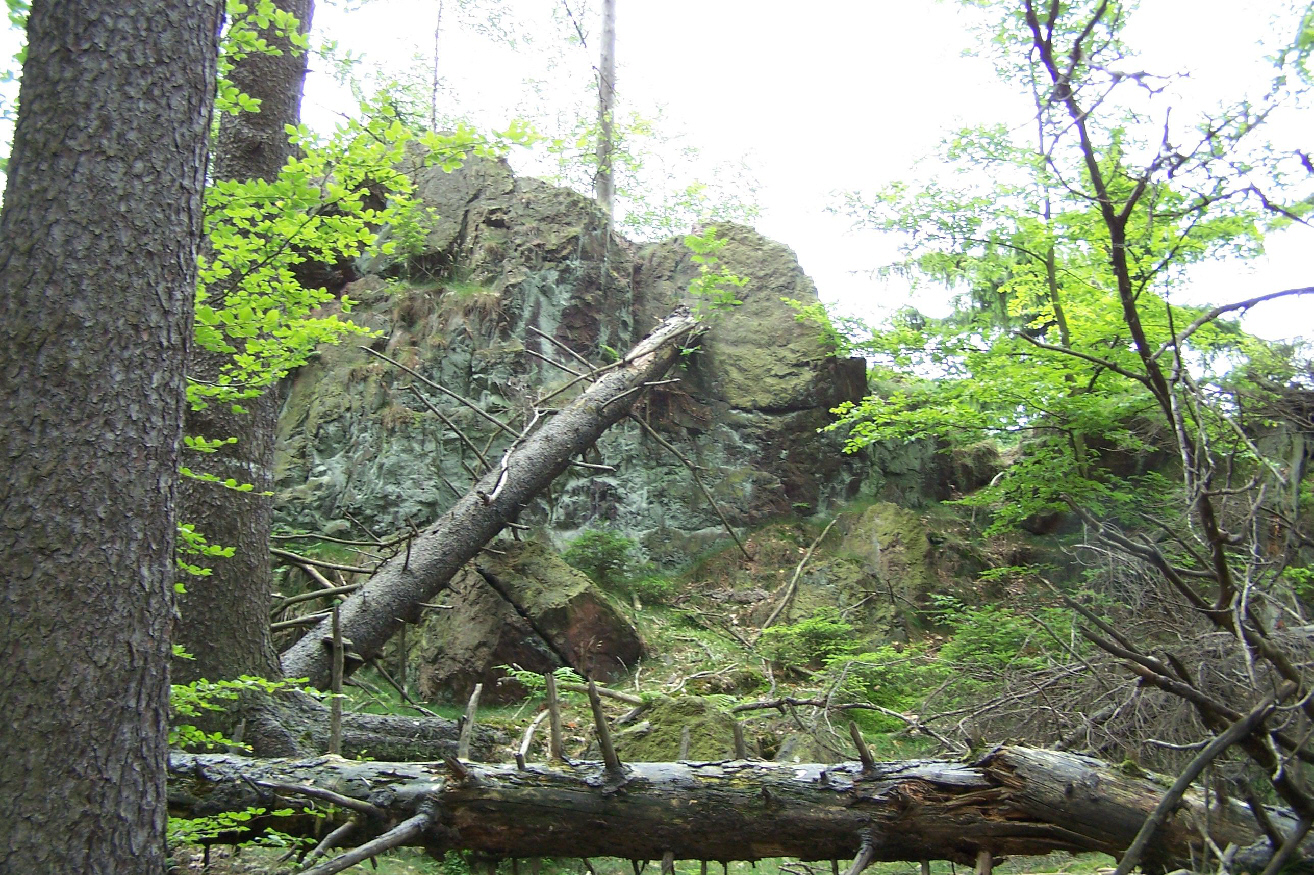
Das von Felsen eingerahmte Areal – ein Heiligtum?